# Abroma
Abroma es un género de plantas de la familia Malvaceae, de las cuales se conocen tan solo dos o tres especies, originarias de las regiones tropicales de Asia y Australia.

## Descripción
Son arbustos muy parecidos a los del género Theobroma (cacao) y Kola, ramosos, de hojas alternas, con flores hermafroditas, terminales, regulares, cáliz libre dividido en cinco partes, con una corola de pétalos hipóginos. Cinco estambres con filamentos petaloideos y anteras de cuatro sacos polínicos inclinados hacia el exterior. El fruto es capsular.

## Especies
Suele cultivarse en invernáculos abrigados, de Europa, la A. fastuosa, Jac., especie india, cuyas flores colgantes son de un castaño rojizo. La variedad llamada A. augusta, que se encuentra en las Indias, en las Molucas y en Filipinas, es un árbol hermoso, de flores purpurinas, dispuestas en ramilletes. En Filipinas reciben las plantas de este género los nombres de anibong, anibiong, anabong y labon.

## Usos
Los frutos, como su nombre lo indica, (a es privación y broma alimento en griego) son impropios para la alimentación; pero la corteza del abroma sirve, por su gran tenacidad, para la fabricación de cuerdas, tejidos gruesos, papel, redes, etc. Los muchachos de Banang preparan con la corteza del abroma cordeles para levantar cometas.

## Especies seleccionadas
| - Abroma alata - Abroma angulata - Abroma angulosa - Abroma augusta - Abroma augustum - Abroma communis | - Abroma denticulata - Abroma elongata - Abroma fastuosa - Abroma javanica - Abroma mariae - Abroma mollis | - Abroma nitida - Abroma obliqua - Abroma sinuosa - Abroma tomentosa - Abroma wheleri |